# Andrew Lesnie
Andrew Lesnie (Sydney, 1 de janeiro de 1956 — 27 de abril de 2015) foi um diretor de fotografia australiano.
Lesnie cursou a Australian Film Television and Radio School, graduando-se em 1979. Seu primeiro trabalho após a conclusão do curso foi no programa de TV Simon Townsend's Wonder World. Townsend deu a Lesnie oportunidades quase diárias de desenvolver habilidade, com poucas restrições sobre a variedade de histórias e situações, e experimentando técnicas de câmera e iluminação em centenas de locações. Depois de dois anos trabalhando no programa, ele foi trabalhar em outras produções australianas, tanto e filme como televisão.
Iniciou a carreira como assistente de câmera em 1978. Seu trabalho começou a chamar atenção após o filme Babe (1995), e sua sequência Babe: Pig in the City (1998). Ele então trabalhou na trilogia O Senhor dos Anéis de Peter Jackson, vencendo o Oscar de Melhor Fotografia por The Lord of the Rings: The Fellowship of the Ring (2001). Depois disso ele trabalhou novamente com Jackson em King Kong (2005), The Lovely Bones (2009) e na trilogia The Hobbit (2012-2014). Seu último trabalho foi no filme Promessas de Guerra, de Russel Crowe, de 2014.
Lesnie morreu de ataque do coração em Sydney, em 27 de abril de 2015.

## Filmografia
- 1986 - Fair Game
- 1989 - The Delinquents
- 1991 - The Girl Who Came Late
- 1993 - You Seng (1993, com Arthur Wong)
- 1995 - Babe
- 1996 - Two If by Sea
- 1997 - Doing Time for Patsy Cline
- 1998 - Babe: Pig in the City
- 2001 - The Lord of the Rings: The Fellowship of the Ring
- 2002 - The Lord of the Rings: The Two Towers
- 2003 - The Lord of the Rings: The Return of the King
- 2004 - Love's Brother
- 2005 - King Kong
- 2007 - I Am Legend
- 2009 - The Lovely Bones
- 2010 - Bran Nue Dae
- 2010 - The Last Airbender
- 2012 - The Hobbit: An Unexpected Journey
- 2013 - O Hobbit: A Desolação de Smaug
- 2014 - The Water Diviner